# Burdette Haldorson
Burdette Eliele „Burdie” Haldorson (ur. 24 stycznia 1934 w Austin, zm. 13 października 2023 w Colorado Springs) – amerykański koszykarz, występujący na pozycji silnego skrzydłowego, dwukrotny mistrz olimpijski, mistrz igrzysk panamerykańskich.

## Osiągnięcia
Na podstawie, o ile nie zaznaczono inaczej.
NCAA
- Uczestnik rozgrywek:
  - NCAA Final Four (1955)
  - Sweet 16 turnieju NCAA (1954, 1955)
- Mistrz sezonu regularnego konferencji Big 7 (1954, 1955)
- Wybrany do:
  - I składu:
    - Big 7 (1954, 1955)
    - All-American (1955)

  - Pac-12 Basketball Hall of Honor (2012)
  - Galerii Sław Sportu Colorado University
- Drużyna Colorado Buffaloes zastrzegła należący do niego numer 22

AAU
- Mistrz ligi National Industrial Basketball League (1956–1958, 1960)
- Wicemistrz AAU (1956, 1959)
- Zaliczony do I składu AAU All-American (1955, 1956, 1958, 1959)

### Reprezentacja
- Mistrz:
  - olimpijski (1956, 1960)[3][4]
  - igrzysk panamerykańskich (1959)[5]
- Wybrany do Koszykarskiej Galerii Sław jako członek drużyny olimpijskiej z 1960 (Naismith Memorial Basketball Hall Of Fame - 2010)[6]